# Odna
Odna (russisk: Одна, da.: Alene) er en russisk spillefilm fra 2022 introduceret af Dmitrij Suvorov.
Filmen er baseret på virkelige begivenheder og omhandler et flystyrt der fandt sted i 1981 over Zavitinsk, hvor et passagerfilm styrtede ned fra stor højde efter en kollision med et militærfly. Kun en enkelt person overlevede flystyrtet, Larisa Savitskaja, der overlevede faldet fra en højde på 5220 meter. Hun bliver nødt til at tilbringe tre dage i den frosne tajga, før hun bliver fundet.

## Medvirkende
- Nadezjda Kaleganova som Larisa Savitskaja
- Maksim Ivanov som Vladimir "Volodja" Savitskij
- Viktor Dobronravov som Knjazev
- Jan Tsapnik
- Anna Dubrovskaja som  Raisa Avdejeva
- Vladimir Vinogradov som Ivan
- Vladimir Steklov